# Zgornje Konjišče
Zgornje Konjišče jsou jednou z 21 vesnic, které tvoří občinu Apače ve Slovinsku. Ve vesnici v roce 2002 žilo 95 obyvatel.

## Poloha, popis
Rozkládá se v Pomurském regionu na severovýchodě Slovinska. Vesnici tvoří řada roztroušených osad, z nichž dvě se nazývají Vinčec a Ferčec. Její rozloha je 2,88 km2 a rozkládá se v nadmořské výšce okolo 218 – 235 m. Vesnice leží severně od silnice č.438 a je vzdálena zhruba 8 km západně od Apače, střediskové obce občiny. Na severu hraničí s Rakouskem, přitom hranici tvoří řeka Mura. Na jižním okraji území obce protéká Mlinski potok. Sousedními vesnicemi jsou : Spodnje Konjišče na východě, Podgorje na jihu a Vratja vas na západě.

## Zajímavosti
- Rybářské centrum – u osady Vinčec
- Restaurace Vrtnica (Růže) – u silnice č.438